# Meyenaster
Meyenaster (лат.) — монотипический род морских звёзд из отряда паксиллоносных морских звёзд. Единственный вид Meyenaster gelatinosus (под названием Asteracanthion gelatinosus), впервые описанный в 1834 году прусским ботаником и зоологом Францем Юлиусом Фердинандом Мейеном, в честь которого был впоследствии назван род . Встречается в юго-восточной части Тихого океана у берегов Южной Америки.

## Описание
Meyenaster gelatinosus — белая морская звезда с шестью лучами и средним радиусом от 150 до 210 мм.

## Распространение и среда обитания
Meyenaster gelatinosus встречается в юго-восточной части Тихого океана у берегов Чили. В изобилии встречается в зарослях водорослей в сублиторальной зоне, а также на песчаных и галечных грунтах. Обычно встречается в районах с сильными приливами и отливами, вдали от спокойных мест.

## Экология
В зарослях водорослей M. gelatinosus является одним из доминирующих хищников наряду с морскими звездами Stichaster striatus, Luidia magellanica и Heliaster helianthus, рыбами Pinguipes chilensis, Semicossyphus darwini и Cheilodactylus variegatus, а также чилийским морским ушком (Concholepas concholepas) — брюхоногим моллюском. Если M. gelatinosus удаётся поймать многорукого H. helianthus, он выворачивает свой желудок на несколько лучей своей добычи, и в результате нападения эти руки аутотомируются жертвой; в то время как M. gelatinosus питается сброшенными руками, H. helianthus спасается бегством. В исследовании, проведённом в Чили, было обнаружено, что до 76 % H. helianthus имеют регенерирующие руки.
В ходе исследования, проведённого в заливе Тонгой на севере центральной части Чили, было обнаружено, что M. gelatinosus является универсальным хищником в песчаных и гравийных местообитаниях, но демонстрировал заметное предпочтение перуанскому гребешку (Argopecten purpuratus) на лугах морской травы. В ходе исследования численность гребешков резко сократилась, когда их активно вылавливали в коммерческих целях в течение короткого периода. Это привело к тому, что морская звезда стала больше предпочитать гребешок в обоих местообитаниях, но ей пришлось расширить свой рацион в районах морской травы, заменив отсутствующих гребешков мелкой эпифауной. Морская звезда может питаться гребешками всех размеров, от 4 до 14 см в диаметре, но предпочитает охотиться на более крупных особей. Местные рыбаки знают о конкуренции со стороны морских звёзд за гребешки.
В другом исследовании основной добычей был чилийский морской ёж (Loxechinus albus), и M. gelatinosus часто выбирал и преследовал свою добычу. Морской ёж реагировал на кормящуюся морскую звезду на расстоянии не менее метра, избегая её. Это эффективная реакция при сильном волнении, когда морского ежа уносит потоком воды. Этот морской ёж, по-видимому, способен различать кормящегося M. gelatinosus и не кормящегося, предпринимая уклоняющиеся действия в первом случае, но не во втором. Более того, было замечено, что этот морской ёж даже касался морской звезды, когда та не была в поисках добычи.